# Binokuláris látás

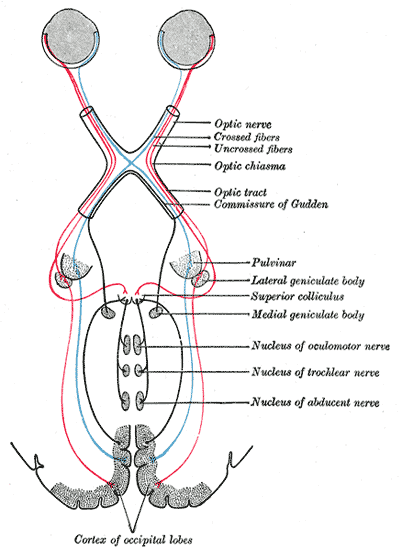
A látás idegpályái.(Az ábra feltünteti a látási reflexekért felelős agyidegmagvakhoz futó ágakat is, de ezek a jelen szócikkben nem szerepelnek.)

A binokuláris látás olyan látás, amely két szem együttes használatával történik. A binokuláris szó a latin bini 'dupla' és oculus 'szem' szavak összetételével keletkezett.
A két szem kialakulása az eggyel szemben legalább négyféle előnnyel jár:
- Az érzékszerv tulajdonosa számára a látás akkor is biztosított, ha az egyik szem megsérül.
- Megnöveli a látómezőt. Például az ember esetében a horizontális látómező két szem használatával maximálisan 200 fok, míg egy szemmel csak 160 fok. A két szem látóterének átfedése 120 fokos, 40 fok mindkét szemnél egyszemes látású marad.[3]
- Binokuláris összegzéssel segíti a gyengén látható tárgyak észlelését.[4]
- Térlátást (sztereolátást) (sztereopszist) biztosít, melynél a két szem különböző pozíciója általi parallaxis pontos mélységészlelést tesz lehetővé.[5] A binokuláris látás rendszerint együtt jár a binokuláris fúzióval, a két szem által látott különböző kép egybeolvasztásával.[5] A binokuláris látás során felléphet a binokuláris versengés jelensége, melynél csak az egyik szem által észlelt kép látható (természetes körülmények között ez a kancsalság (strabismus) esetén jön létre). A binokuláris látás problémáinak kezelése az ortoptikusok feladata.

## Látómező és szemmozgás
A látómező mérete arról ad felvilágosítást, hogy mekkora területet láthat a szem a környezetből.
Az állatok egy részénél, főként a zsákmányállatoknál a szemek egymásnak háttal, a fej két oldalán találhatók, mivel ez biztosítja a lehető legnagyobb látómezőt. Ez jellemző például a nyulakra, a bubalusokra és az antilopokra. Az ilyen állatoknál a szemek gyakran egymástól függetlenül mozogva növelik a látómezőt. A madarak egy része a szemek mozgatása nélkül is 360 fokos látómezővel rendelkezik.
Más állatoknál, főként a ragadozóknál a két szem a fej elülső részén helyezkedik el, lehetővé téve a binokuláris látást és csökkentve a látómezőt a sztereopszis érdekében. Ez jellemző a sasra, a macskára és a kígyókra is.
Egyes ragadozóknál, főként az olyan nagy méretűeknél, mint a nagy ámbráscet és a kardszárnyú delfin a szemek a fej ellenkező oldalán vannak. Más, nem feltétlenül ragadozó állatoknál, például a repülőkutyaféléknél és egyes főemlősöknél a szemek szintén előrefelé néznek. Ezeknek az élőlényeknek szükségük van a mélységészlelésre; például a binokuláris látás elősegíti a kiválasztott gyümölcs leszedését vagy a megfelelő ág megtalálását és megragadását.
Az előre néző szemű állatok rendszerint együtt vándorolnak.
Mikor a szemek együtt fordulnak oldalra ugyanabban az irányban (verzió), a közelebbi tárgyak gyorsabban mozdulnak el, mint azok, amelyekre a szemek irányulnak (vergencia). A szemek befelé való mozgását konvergens, kifelé tartó mozgását pedig divergens szemmozgásnak nevezik.
Egyes állatok (köztük az emberek, de főként a divergáló nézésűek (exotrópok) mindkét stratégiát alkalmazzák. Például egy seregély szemei oldalirányban helyezkednek el, hogy nagy látómezőt biztosítsanak, de képesek egyszerre előre nézni, így az egymást átfedő látómezők térlátást tesznek lehetővé. Jól ismert példa a kaméleon, melynek szemei apró tornyokon rögzülnek, és egymástól függetlenül mozognak fel, le, balra vagy jobbra. Mindemellett a kaméleon vadászat közben képes a két szemét egyszerre egyetlen tárgyra irányítani, vergenciát és térlátást eredményezve.

## Binokuláris egybeolvasztás
A binokuláris egybeolvasztás azt jelenti, hogy egy inger érzékelésének küszöbe alacsonyabb két szemmel, mint eggyel. Két változat létezik.
- Homályos jel érzékelése esetén két érzékelő használata egy helyett statisztikai előnnyel jár. Matematikailag az előny egyenlő négyzetgyök kettővel, azaz körülbelül 1,41.
- Mikor a látókéreg egyes sejtjei egyszerre mindkét szemtől kapnak információt, megkezdődik a binokuláris facilitáció, azaz egy olyan tevékenységi szint, ami nagyobb, mint a szemek külön történő működése esetén jellemző szintek összege. Az érzékelés során a két szem használatából származó, 1,41-ot meghaladó előny e mechanizmusnak, az idegi egybeolvasztásnak köszönhető.

## Binokuláris kölcsönhatás
A binokuláris egybeolvasztás mellett a két szem az alábbi három módon hathat egymásra:
- Pupillaátmérő. Az egyik szemnél a fényerősség csökkenése mindkét szem pupillaátmérőjét csökkenti. Ez akkor is megfigyelhető, ha az egyik becsukódik, míg a másik nyitva marad; ebben a helyzetben a nyitott szem pupillája kissé kitágul.
- Alkalmazkodás és vergencia. Az illeszkedés a szem fókuszának állapota. Ha az egyik szem nyitva van, míg a másik nincs, és a nyitott szem egy közeli pontra fókuszál, akkor a lezárt szem is ugyanarra a pontra kezd fókuszálni. Az illeszkedés és az összetartás egy reflexhez kötődik, így az egyik kiváltja a másikat.
- Szemek közötti áthelyezés. Az egyik szem alkalmazkodásának állapota kis mértékben hat a másik fényhez való alkalmazkodására is. Az egyik szemnél előidézett utóhatások a másiknál is mérhetők.

## Utrokuláris megkülönböztetés
Az utrokuláris megkülönböztetés az a módszer, ami segít eldönteni, hogy ha mindkét szem nyitva van, melyiknek a monokuláris képe látható (domináns). (Maga a jelenség a szemek dominanciánán alapul).

## A látvány egyedülisége
Mivel a látómezők átfedik egymást, van esély arra, hogy zavar támad egy tárgy bal és jobb szem által látott képe között. Ez kétféle módon kezelhető: az egyik kép elnyomásával, ami a másikat láthatóvá teszi, illetve a két kép összeolvasztásával. Azt a jelenséget, amikor egy tárgyról két kép is látható, kettős látásnak vagy diplópiának nevezik. A két szemből származó képek összeolvasztása legalább két ok miatt megkülönböztethető a térlátástól (sztereopszis). Először is a binokuláris látás olyan rendellenességei, mint a kancsalság, megspórolják az összeolvasztást, de megszüntetik a sztereopszist. Másodszor pedig, egy tárgy mélysége a szemektől való távolságtól függetlenül pontosan megítélhető annak ellenére, hogy a tárgyról két kép látható.
A képek összeolvasztása a látótér csak egy kis részében történik meg, ott, ahol a szemek rögzülnek. A fixációs ponton át a vízszintes síkban egy görbe vonal helyezkedik el, mely mentén a tárgyak a két szem megfelelő retinális pontjain helyezkednek el. Ez a vonal az úgynevezett empirikus horizontális horopter. (Az optikai horopter a tér azon pontjainak összessége, amelyek mindkét szem azon receptorait ingerlik, amelyek a többivel azonos irányból kapnak információt. Együttesen egy szabályosan görbült virtuális felszínt képeznek). Létezik egy empirikus vertikális horopter is, ami a fixációs pont felett a szemtől távolodva, alatta pedig a szemhez közelítve hajlik meg. A horizontális és vertikális horopterek jelzik az egyedüli látás térének középpontját. Ezen a vékony, görbe téren belül a horoptereknél közelebbi és távolabbi tárgyak egyedül látszanak. A terület neve Panum összeolvasztási területe (azért terület, mert Panum eredetileg csak a horizontális síkot vizsgálta). Panum összeolvasztási terén kívül a tárgyak duplán láthatók.

## Szem dominancia
Mikor a szemeknek saját képük van a tárgyakról, lehetetlenné válik a képek elrendezése Panum összeolvasztási terén kívül, ha az egyik kép a területen belül található. Ez akkor történik meg, amikor valaki az egyik ujjával rámutat egy távoli pontra. Amikor az ujjhegyre tekint, az egyetlen kép, a távoli tárgy viszont kettő. Mikor pedig a távoli tárgyat nézi, az egyetlen kép, míg az ujjhegye kettő. A sikeres mutatáshoz az egyik távoli képnek elsőbbséget kell kapnia, míg a másik figyelmen kívül kerül, vagy elnyomódik (szem dominancia). Az a domináns szem, amelyik elsőbbséget kap.

## Sztereopszis
A sztereopszist általában a mélységészleléshez kapcsolják helytelenül. A térlátás a finom mélységérzékelés képessége, melyet a két szem különböző elhelyezkedéséből adódó parallaxis biztosít. Két fajtája létezik: mennyiségi sztereopszis, melynél a látható mélység nagyon hasonlít a tárgy tényleges mélységére, és a minőségi sztereopszis, melynél a mélység megfelelő módon közelebb vagy távolabb van, mint a fixációs pont, de a mélység mennyisége nem növekszik a tárgy fixációs ponttól való távolságával.

## Allelotrópia
Mivel a szemek a fej különböző pontjain helyezkednek el, bármely, a fixációs ponttól távol és a horopter síkon kívül levő tárgy az egyes szemeknél különböző vizuális iránnyal rendelkezik. Amikor a tárgy két, egy szemmel látott képe összeolvad, egy úgynevezett küklopsz képet alkotva, új vizuális irányt kap, ami lényegében a két különböző vizuális irány átlaga. Ezt a jelenséget allelotrópiának nevezik. Az új vizuális irány kiindulópontja nagyjából e két szem közé, az úgynevezett küklopsz pontra mutat. A küklopsz pont rendszerint nem pontosan a két szem között található, a domináns szemhez egy kissé közelebb helyezkedik el.

## Binokuláris versengés
Mikor a két szem azonos retina részein nagyon különböző képek láthatók, az érzékelés néhány pillanatra az egyiknél, majd a másiknál aktiválódik, olyan hosszú időre, ami elegendő a kép megtekintéséhez. A két szemnél levő kép eltérő érzékelését binokuláris versengésnek nevezik.

## A binokuláris látás rendellenességei
A sztereopszis és a látvány egyedüliségének fenntartásához a szemeknek pontosan a megfelelő irányba kell állnia. Az egyes szemek szemüregben való elhelyezkedését az extraokuláris izmok irányítják. A két szem izmainak apró különbségei a hosszt, az illeszkedési helyzetet vagy az erőt illetően oda vezethetnek, hogy az egyik szem az üregében (orbita) valamelyest eltolódik a másikhoz képest, különösen fáradtság esetén. Ez a jelenség a fória, amely a takarási teszt segítségével mutatható ki. Ennek elvégzéséhez a vizsgálati alanynak egy együttműködő személy szemébe kell néznie. Az alany szemét el kell fedni egy kártyával, a másik szemmel pedig a segítő ujját kell figyelnie. Az ujjat körbe kell mozgatni, ami leállítja azt a reflexet, ami a letakart szemet a megfelelő vergencia pozícióban tartja. Az ujj megállítása után fel kell fedni a letakart szemet. Ezután megfigyelhető, ha a felfedett szem gyorsan elmozdul a kancsal helyzetből, illetve, ha a megfelelő pozícióhoz képest befelé néz. Ha a felfedett szem kívülről befelé mozdul el, akkor a személynek exofóriája, ha pedig belülről kifelé mozdul, akkor ezofóriája van. Ha a szem egyáltalán nem mozog, a személynek ortofóriája van. A legtöbb embernek van egy bizonyos mértékű exofóriája vagy ezofóriája; ami szokványosnak számít. Ha a felfedett szem vertikálisan mozdul el, a személynek hiperofóriája vagy (ha lentről felfelé mozdul) hipofóriája van. Az ilyen vertikális fóriák elég ritkák. Az is megtörténhet, hogy a szem elfordul a látótengelye körül. Az ilyen ciklofóriák nem figyelhetők meg a takarási teszt segítségével; ritkábban fordulnak elő a vertikális fóriáknál.
A takarási teszt során az ilyen fóriával rendelkező személy egy rövid ideig tartó kettős látást avagy diplópiát tapasztal a szem felfedését követően. Ez a szem rövid ideig tartó kiigazítatlanságának szokványos következménye. Ha a diplópia elhúzódik, akkor rendellenességnek számít.
A takarási teszt a binokuláris látás komolyabb problémáit (a trópiákat) is képes kimutatni. A vizsgálatot végző személy az egyik szem takarása közben megvizsgálja a másik szemet. Ha a szem kívülről befelé mozdul, a személynek exotrópiája, ha belülről kifelé mozdul, akkor pedig ezotrópiája van. Az exotrópiás személy szeme kifelé, az ezotrópiásé befelé fordul, és tompalátáshoz (ambliópia) vezethetnek. Ha a lefedett szem a jól látó szem, akkor az ambliópiás szem hirtelen a személy egyetlen látó szemévé válik. A kancsalság abból a mozgásból mutatkozik meg, amit a szem a vizsgálatot végző személy ujjára való rögzüléskor végez. Léteznek függőleges trópiák (a hipetrópia és hipotrópia) valamint létezik ciklotrópia is.

## Fordítás
- Ez a szócikk részben vagy egészben a Binocular vision című angol Wikipédia-szócikk ezen változatának fordításán alapul.  Az eredeti cikk szerkesztőit annak laptörténete sorolja fel. Ez a jelzés csupán a megfogalmazás eredetét és a szerzői jogokat jelzi, nem szolgál a cikkben szereplő információk forrásmegjelöléseként.